# Magalhães de Almeida
Magalhães de Almeida es un municipio brasilero del estado del Maranhão. Su población estimada en 2009 era de 14.808 habitantes. 

## Historia
Fue elevado a la categoría de municipio con la denominación de Magalhães de Almeida, por la ley estatal n.º 771, el 1 de octubre de 1952, separado de Sao Bernardo. Sede del antiguo distrito de Magalhães de Almeida, constituido por 2 distritos: Magalhães de Almeida y Custódio Lima. 